# AC Kajaani
AC Kajaani is een voormalig Finse voetbalclub uit Kajaani in het noordoosten van het land. In 2006 werd de club opgericht na een fusie tussen FC Tarmo en KaPa. De traditionele kleuren van de vereniging waren zwart-wit. In 2020 werd AC Kajaani opgeheven. 

## Geschiedenis
In 2012 lukt het de club om voor het eerst in de geschiedenis te promoveren vanuit de Kakkonen naar de Ykkönen, waardoor AC Kajaani op het tweede niveau ging spelen. Hoewel het na een seizoen alweer moest terugkeren naar de Kakkonen, kon het in 2017 opnieuw stijgen naar de Ykkönen nadat het de promotiefinales won van KTP (uit 1-3, thuis 3-2). Aan het einde van het seizoen 2020 ging de club in vereffening. 